# Yves de Valence
 (juillet 2021).
Si vous disposez d'ouvrages ou d'articles de référence ou si vous connaissez des sites web de qualité traitant du thème abordé ici, merci de compléter l'article en donnant les références utiles à sa vérifiabilité et en les liant à la section « Notes et références ».
Yves de Valence (Yves de Valence de Minardière), né le 5 septembre 1928 à Nantes et mort le 17 avril 2010 à Neuville-aux-Bois dans le Loiret, est un peintre français.

## Biographie
Yves de Valence étudie à l’École régionale des Beaux-Arts d’Angers de 1947 à 1949. Il poursuit sa formation à Paris, d’abord à l’atelier Charpentier, puis à l’École nationale supérieure des beaux-arts dans l’atelier de Jean Souverbie de 1950 à 1955.
Il travaille dans son domaine du Loiret, situé à proximité de l'abbaye de Fleury à Saint-Benoît-sur-Loire.
Il est lauréat en 2004 de l'Institut de France décerné par l'Académie des beaux-arts.
Il est l’ancien Vice-président de la Réunion des Paysagistes Français au Salon des Artistes Français, ancien Vice-Président de la Société Expression d’Art en Giennois, membre d’honneur de la Société Nationale des Beaux-Arts, de la Société des Artistes Orléanais, de l’Académie l’École de la Loire à Blois et de la Société d'Art French Quality Art. Sociétaire des Salons historiques parisiens et de la Fondation Taylor.

## Style
Yves de Valence est un  portraitiste, un paysagiste, un peintre de nature morte et de scènes d'intérieur. Ses œuvres sont figuratives. Sa technique se caractérise par un sens aigu du détail et par l'utilisation de glacis. Il emploie une gamme chromatique généralement plutôt sombre.

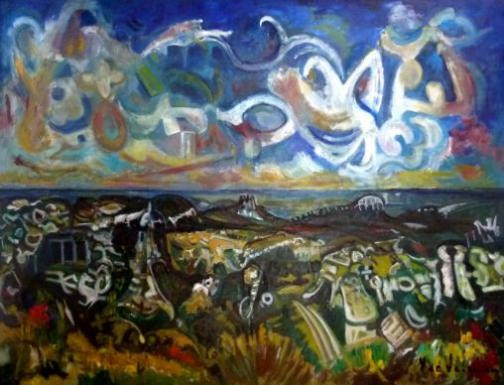
Vue des Baux de Provence

## Citations

### Réception critique
- « Sa technique dès l'origine, a banni tout clinquant. Sa palette reste sombre en général. C'est un art classiquement figuratif et bien français par l'équilibre de la composition, mais étranger à toute influence d'autrui, ainsi qu'à toute concession de charme commercial. Un art un peu secret ? Certains pourront le croire. Un art profond ? Ceci est incontestable. Le regard fixé sur un paysage de Châteauneuf-sur-Loire, de Segré de Freigné, sur le visage d'une fillette ou d'une femme, nous avons l'impression de ressentir le recueillement qui a été celui du peintre pendant l'exécution de l'œuvre, son respect à l'égard du modèle et la circonspection de chaque touche. Les tableaux d'Yves de Valence réclament et suscitent la méditation. » - L.Lelong, critique littéraire français, essayiste

- « D'une nature discrète et pensive, il préféra, pour continuer la tâche à son gré, une retraite provinciale dans le Loiret, près de l'abbaye de Saint-Benoît-sur-Loire. Yves de Valence s'était attaché à une représentation grave des êtres et de la nature et l'on se trouve en présence d'un très grand artiste. Yves de Valence aime la nature et la comprend admirablement. Ses coloris aux tonalités à la fois sourdes et violentes donnent une vie intense à ses paysages. Ses portraits sont émouvants et sensibles, de même que ses compositions solidement organisées. De l'ensemble de ces œuvres, se dégagent puissance et sérénité, témoignant en cela des qualités profondes de ce peintre de grand caractère. » - Georges Hilbert, Membre de l'Institut de France

- « De toutes parts, la singularité de l’œuvre d’Yves de Valence le détache avec force des autres peintres, il n’était d’aucun bord, sa peinture d’une grande puissance et très travaillée ne suivait pas la mode de son époque mais cela lui était égal. C’était un solitaire toujours en recherche. Le caractère très spécial de sa peinture applique de manière parfaite l’impression qu’il voulait que l’on ressente de lui. Une habilité métrique, un sens aigu du détail, liés très souvent à des touches fantaisistes personnelles, pleines de rythme, donnant alors, une expression singulière à la toile du moment. » - Marc Héron de Villefosse, fils de René Héron de Villefosse

## Collections publiques
Ses œuvres sont présentées à :
- Autun, au musée Rolin ;
- Paris en France, dans la collection de la Ville de Paris : Le Crestet ;
- Sofia en Bulgarie, au musée des Beaux-Arts : Travaux à Orléans et Neige à Bouzy-la-Forêt[2] ;
- Orléans en France, au musée des Beaux-Arts ;
- Musée de Wichita, Kansas, aux États-Unis

## Prix Yves de Valence
La Société nationale des beaux-arts a décidé de décerner le prix Yves de Valence, membre d'honneur du conseil d'administration.Ce prix est attribué annuellement lors du salon du Carrousel du Louvre.
Robert Masson en 2008, Annie Christy en 2009, Jacqueline Gard-Urbanek en 2010, Teresa Alvarez-Castro en 2011 ont été récompensés par ce prix.